# Samuel Sam-Sumana
Samuel Sam-Sumana (ur. 7 kwietnia 1962 w Koidu) - polityk i obecny wiceprezydent Sierra Leone.  

## Skandal korupcyjny
23 listopada 2011  Al Jazeera opublikowała dokument dotyczący śledztwa prowadzonego przez pochodzącego z Sierra Leone dziennikarza Sorious Samura, które dowiodło zamieszania Samuela Sam-Sumana oraz jego doradców biznesowych w nielegalny handel licencjami na eksport drewna z zagrożonych lasów Sierra Leone. W dokumencie znajdują się nagrania rozmów z ukrytej kamery z wiceprezydentem na temat ułatwień w nielegalnym eksporcie oraz rozmów z przedstawicielami wiceprezydenta nt. wysokości łapówek. Dokument podkreślał przewrotność działania wiceprezydenta, który dał przyzwolenie na działalność dla fikcyjnej firmy w przeddzień wprowadzenia zakazu eksportu drewna, zapewniając o opóźnieniu w jego zastosowaniu.